# Silli-Adad
Silli-Adad est roi de Larsa vers 1835-1834 av. J-C. Il perd le trône lors d'une attaque de nomades amorrites effectuée lors d'un conflit entre Larsa et Isin.

## Mentions
Seules deux inscriptions de lui sont connues. L'une se trouve sur une série de briques d'Ur faisant référence à la restauration de la base du temenos. Cette inscription apparaît également sur un certain nombre de cônes fouillés à Ur. La seconde se trouve sur un cône d'Ur faisant référence à la fortification de la terrasse de Ningals é-i7-lú-ru-gú-kalam-ma par un roi Larsa. Il s'agit probablement de Silli-Adad, bien qu'il y ait une inscription postérieure où son successeur Warad-Sin prétend avoir terminé le travail.

## Dénomination
Silliadad s'appelle le gardien de Nippour et le gouverneur d'Ur, Larsa, Lagaš et Kutalla. Il est possible qu'il soit un fils cadet de Nur-adad et le successeur légitime de son frère Sîn-iribam, mais il y a aussi des doutes à ce sujet. Dans la dernière année de règne de son prédécesseur, il y a une menace militaire de Kazallu et du pays vers l'Elam. Kazallu est peut-être un allié de Babylone.
Son année de règne, dans la datation assyrienne, est décrite comme l'année où Silli-adad est devenu roi, puis l'année où Silli-adad a été retiré de la royauté. Il est possible qu'il ne soit pas un monarque indépendant mais un monarque intronisé par les envahisseurs. Il est bien certain qu'il est renversé au bout de neuf mois environ par le chef amoréen Kudur-mabuk et remplacé par son fils Warad-Sin. L'inscription de son année de règne a probablement été changé par la suite.